# Calymperes sakaranae
Calymperes sakaranae är en bladmossart som beskrevs av Jean Édouard Gabriel Narcisse Paris 1903. Calymperes sakaranae ingår i släktet Calymperes och familjen Calymperaceae. Inga underarter finns listade i Catalogue of Life.